# Acanthochaenus luetkenii
Acanthochaenus luetkenii is een straalvinnige vissensoort uit de familie van doornvissen (Stephanoberycidae). De wetenschappelijke naam van de soort is voor het eerst geldig gepubliceerd in 1884 door Gill.